# Svepesalvia
Svepesalvia (Salvia involucrata) är en ört i familjen kransblommiga växter.  

## Habitat
Från Mexiko i norr till Guatemala i söder.
Är inte härdig i Sverige.
Odlas som trädgårdsväxt

### Odlade sorter
'Bethellii'
'Boutin'
'Cyaccado'
'El Butano'
'Hadspen'
'Joan'
'Smith's College'

## Biotop
Svepesalvia växer i skogsbryn i varmare delar av världen.

## Etymologi
- Släktnamnet Salvia är avlett av latin salvare, som betyder rädda, frälsa etc, och syftar på krydd- eller läkesalvians urgamla användning och goda rykte som medicinalväxt.
- Artepitet puberula

## Bilder

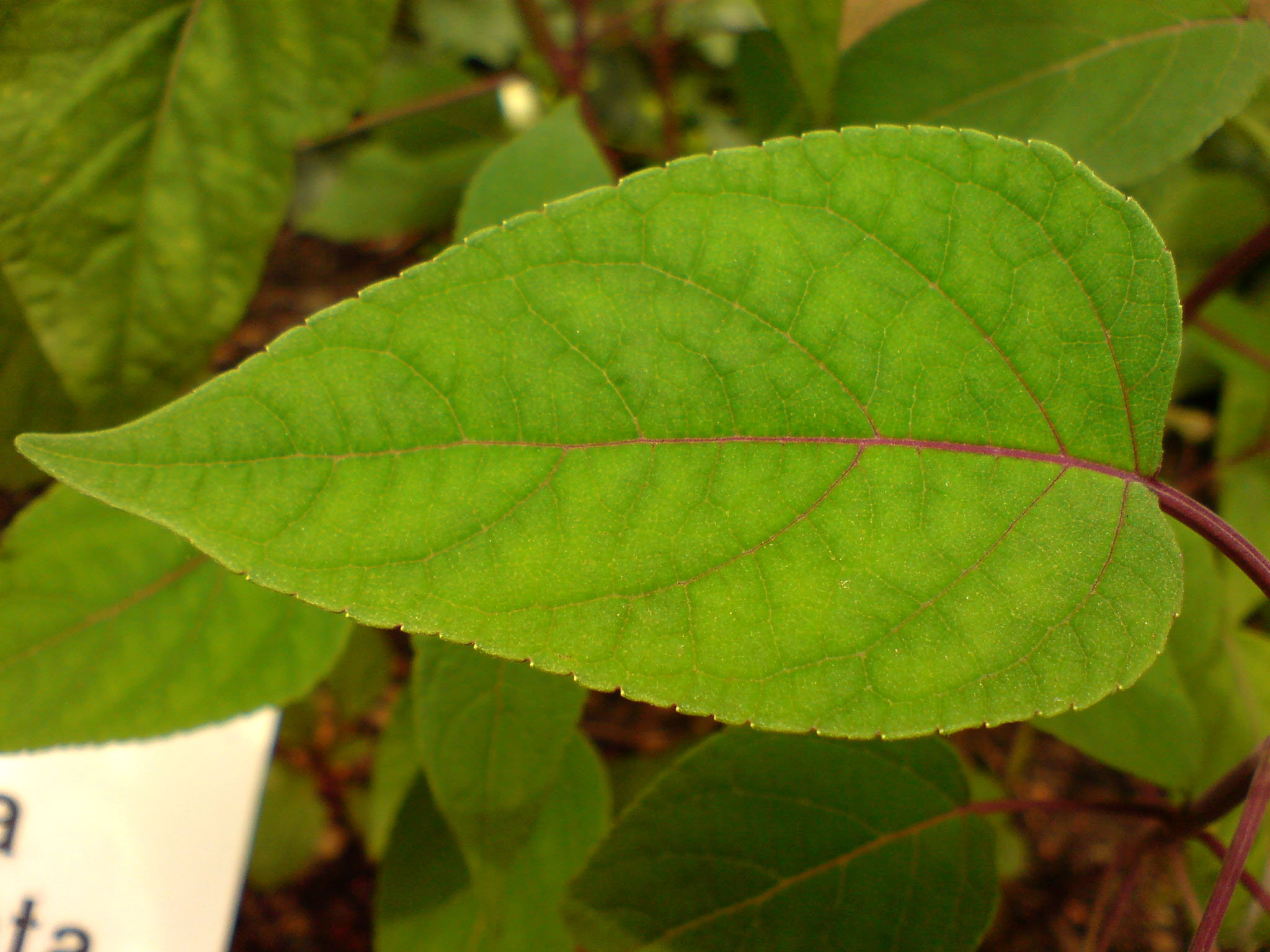
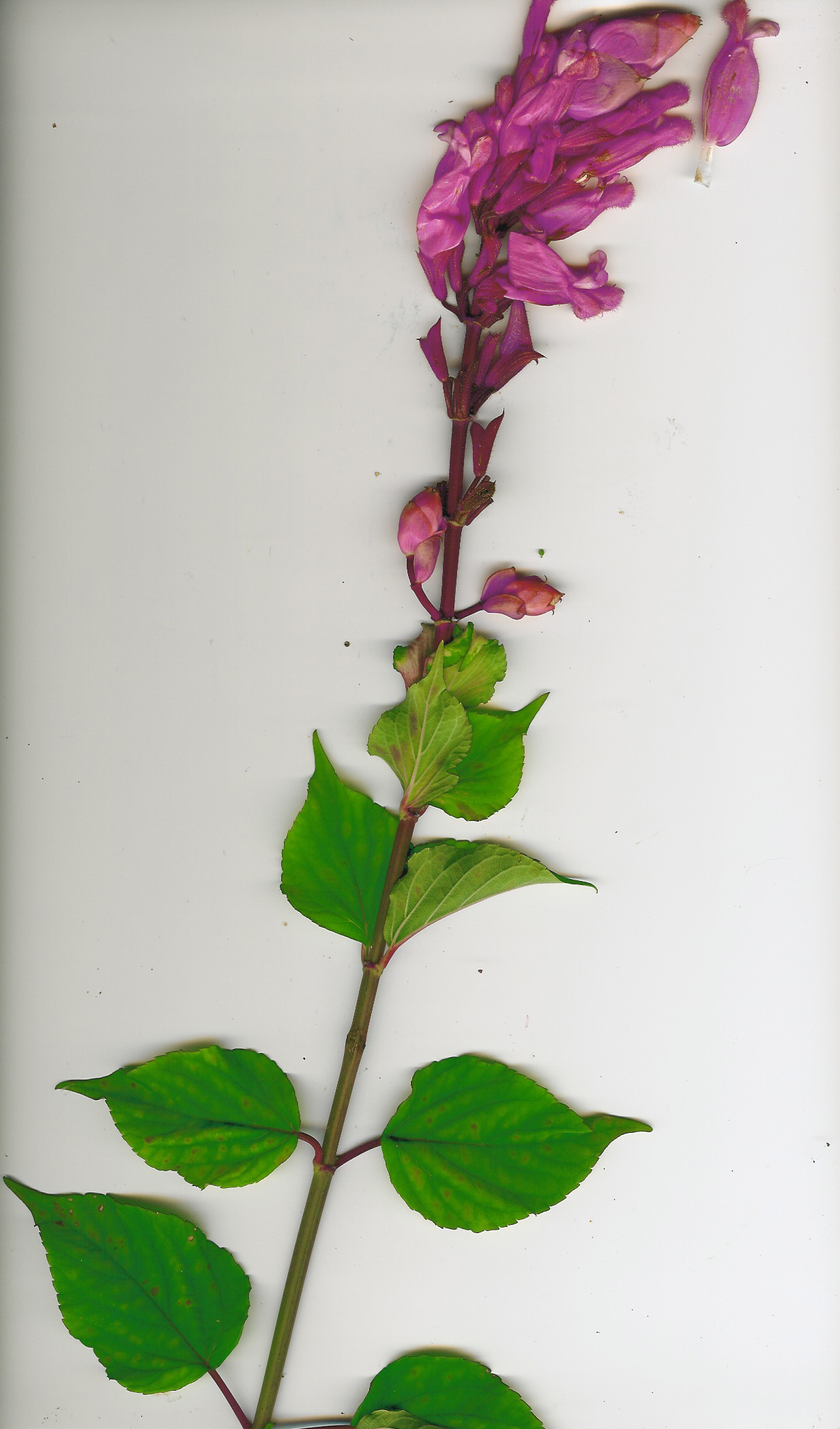
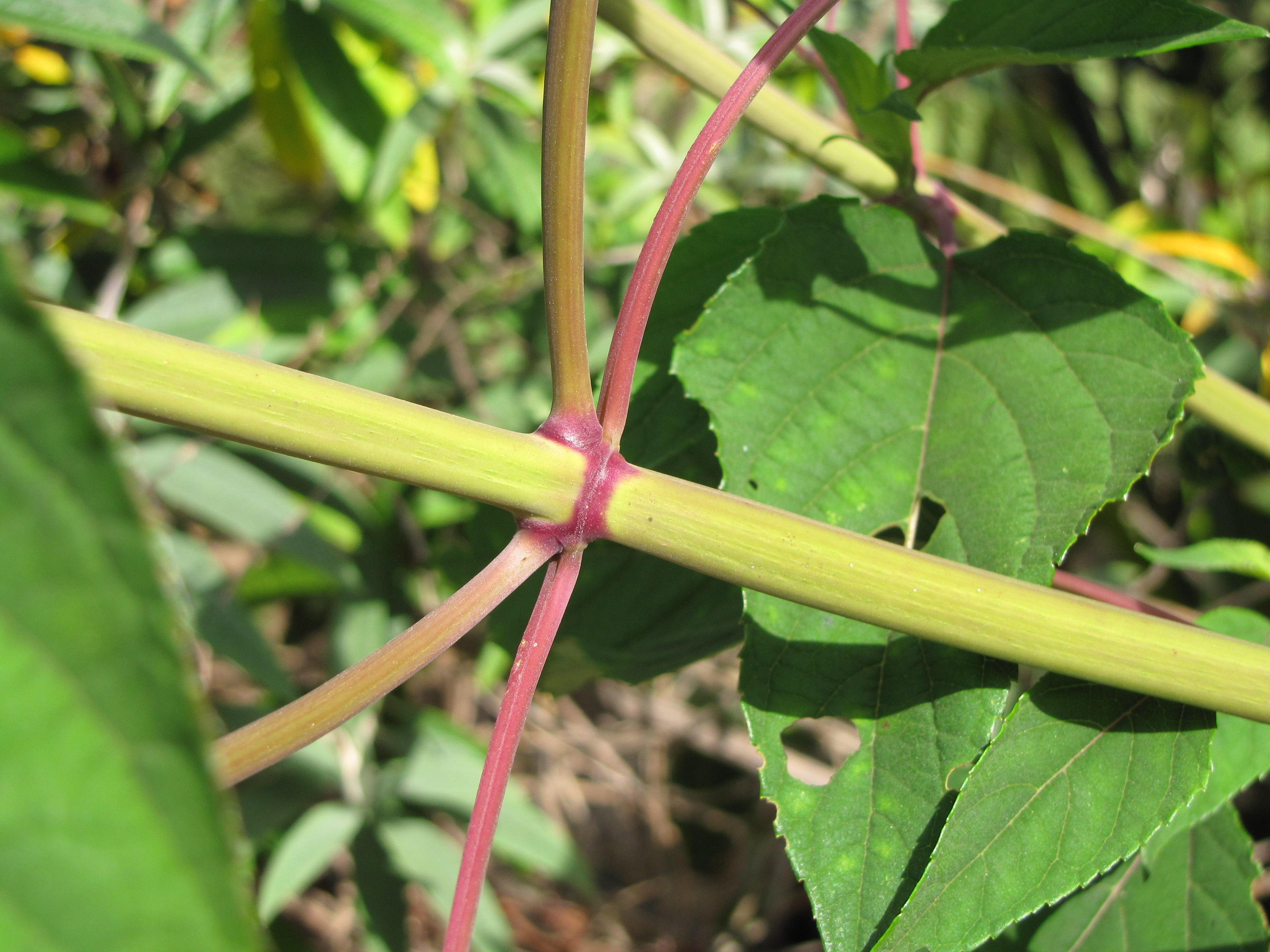
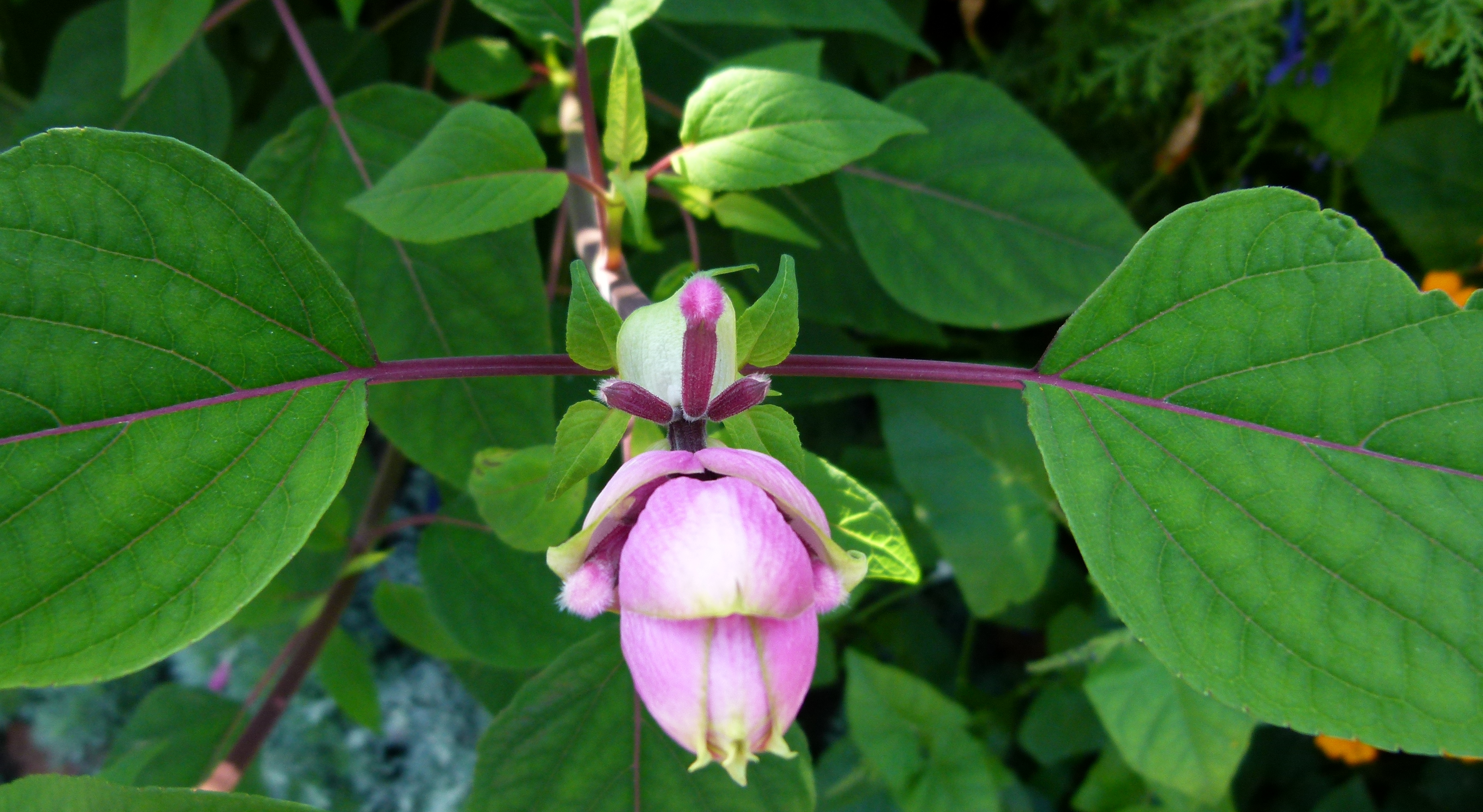
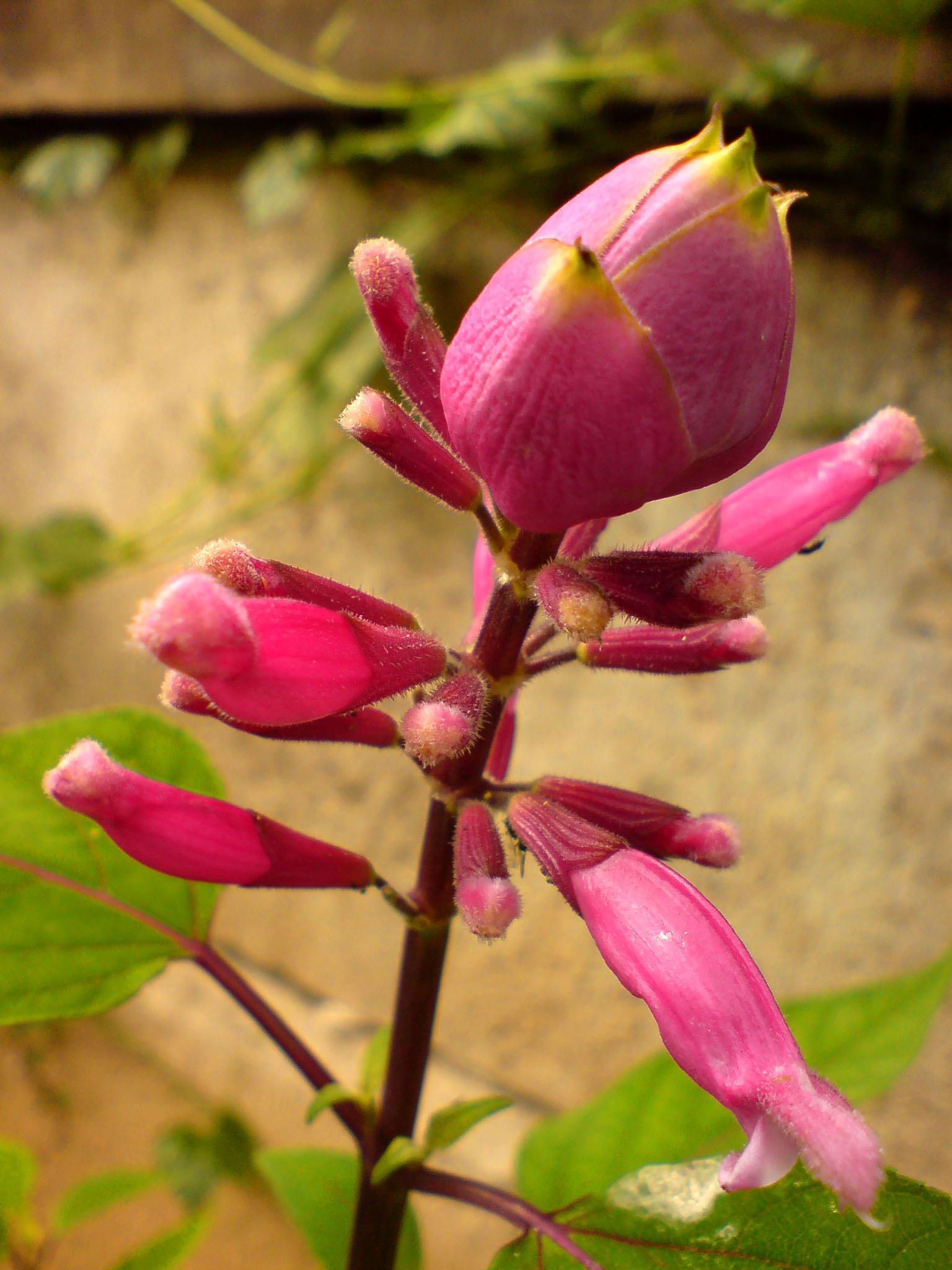
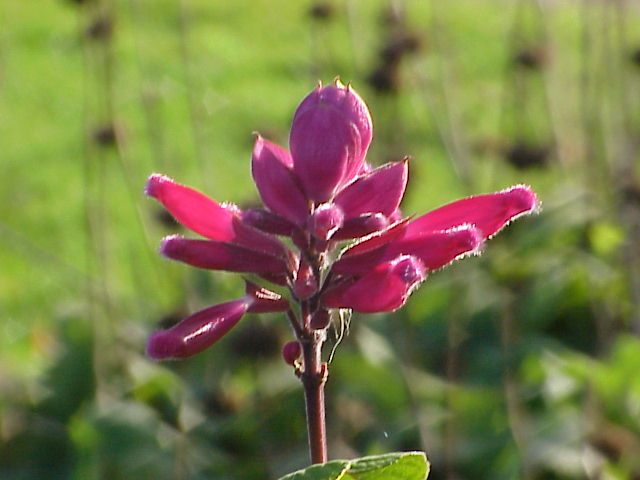
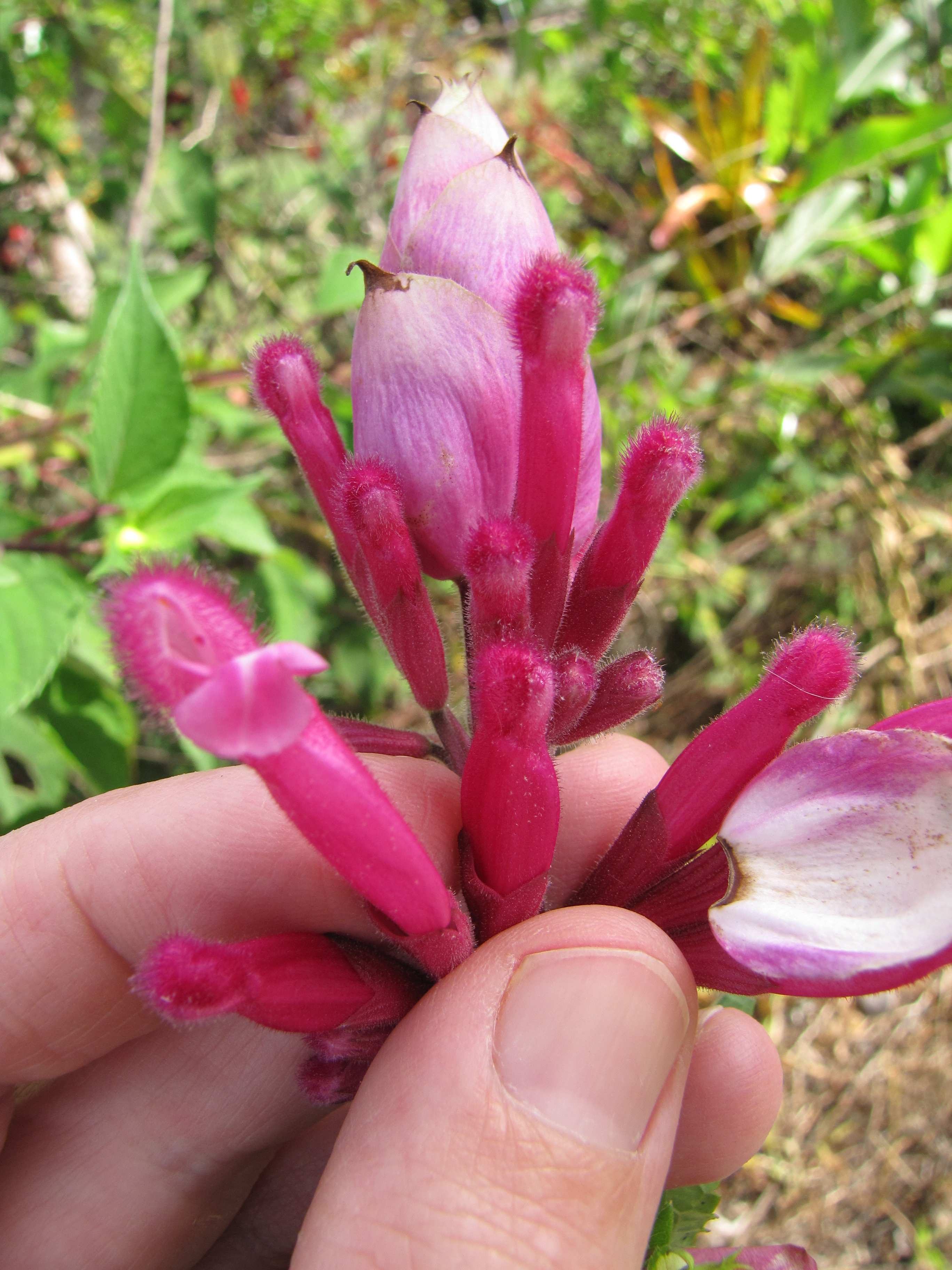
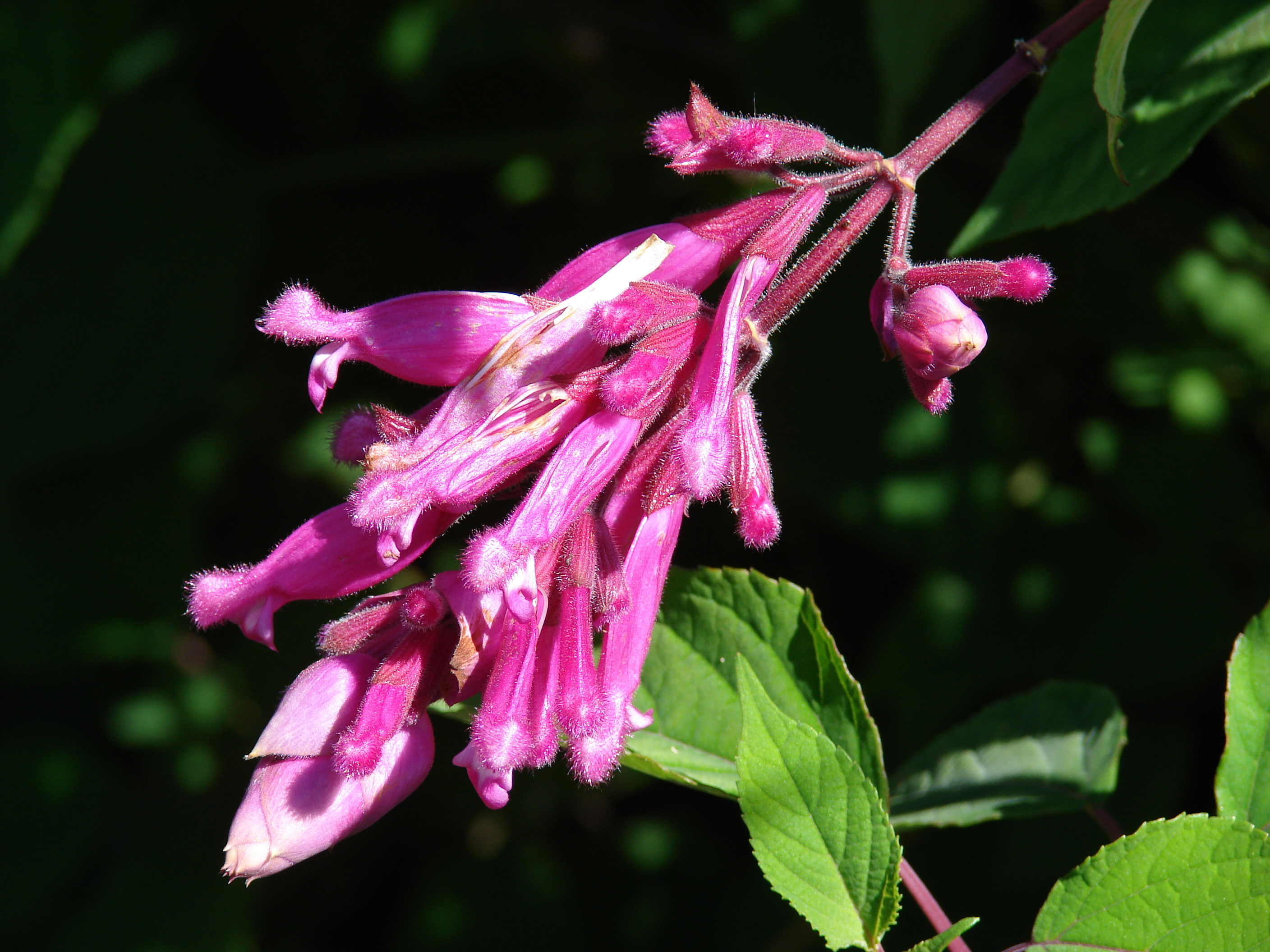

>